# Scarecrow (2013)
Scarecrow is een Amerikaans-Canadese horrorfilm uit 2013 onder regie van Sheldon Wilson. Het betreft een door Syfy zelf gemaakte en uitgezonden televisiefilm.

## Verhaal
Leraar Aaron Harris neemt bij wijze van strafwerk leerlingen Tyler, Nicki, Daevon, Calvin, Beth en Maria mee naar een verlaten boerderij. Ze moeten daar de vogelverschrikker halen om die in de stad neer te zetten voor het jaarlijkse Scarecrow Festival. Dit is een feest ter ere van een lokale legende over een monsterlijke vogelverschrikker. Die zou ruim honderd jaar geleden een bloedbad aangericht hebben in het plaatsje en volgens een lokaal door iedereen gekend rijmpje alleen onschadelijk te houden zijn door hem in de herfst begraven te houden. De vogelverschrikker die de jongeren moeten halen, staat op een boerderij die eigendom is van de familie van Kristen. Daarom gaan zij en haar ex-vriend Eddie ook mee om te helpen.
Wanneer de groep het maisveld rond de boerderij betreedt, barst meteen een strijd op leven of dood los. De bloeddorstige vogelverschrikker blijkt geen verzinsel. Door een ongeluk veroorzaakt door insluipers op de boerderij is hij vrij. Hij blijkt met vrijwel geen enkel middel te stoppen, terwijl hij zijn slachtoffers een voor een besluipt en afslacht.

## Rolverdeling
- Lacey Chabert - Kristen
- Richard Harmon - Tyler
- Nicole Muñoz - Maria
- Iain Belcher - Calvin
- Robin Dunne - Aaron
- Julia Maxwell - Nicki
- Brittney Wilson - Beth
- Kevin O'Grady - Officer Morris
- Reilly Dolman - Daevon
- Carlo Marks - Eddie
- Jerry Wasserman - Murphy
- Lanie McAuley - Marcy